# Niuginitrichia eiloga
Niuginitrichia eiloga är en nattsländeart som beskrevs av Wells 1990. Niuginitrichia eiloga ingår i släktet Niuginitrichia och familjen smånattsländor. Inga underarter finns listade i Catalogue of Life.